# Bastian Wick
Bastian Wick (auch Sebastian; † 1571 in Dresden) war ein Dresdner Ratsherr und Bürgermeister.

## Leben
Bastian Wick erwarb 1555 das Dresdner Bürgerrecht und wurde zwei Jahre später in den städtischen Rat aufgenommen. Gemeinsam mit Anton Thurler war er 1558 am Erlass der ersten Feuerordnung der Stadt beteiligt. Diese legte eine Aufteilung der Stadt in Viertel fest, wobei jedes dieser Viertel einen „Viertelsmeister“ hatte, der für die Einhaltung der Bestimmungen und die Organisation der Löschtruppe bei Bränden verantwortlich war. Im Notfall mussten alle im Stadtviertel ansässigen Bewohner mit ihren Löschgeräten zur Brandstelle kommen. Für den Transport von Wasserfässern zum Unglücksort waren die Pferdebesitzer verantwortlich.
Zur Bürgermeisterwahl 1568 bat der nach Ratsordnung als regierender Bürgermeister vorgesehene Christoph Kentman Kurfürst August, ihn „wegen seines Alters und Leibeszustandes“ vom Amt zu befreien. Bereits zwei Jahre zuvor hatte August eine Wahl Kentmans wegen dessen hohen Alters abgelehnt. Unter Druck des Kurfürsten wurde schließlich Bastian Wick in dieses Amt gewählt. Drei Jahre später verstarb er in Dresden.